# Tifone (torpediniera)
La Tifone è stata una torpediniera di scorta della Regia Marina.

## Storia
Moderna unità della classe Ciclone, concepita appositamente per scortare convogli lungo le pericolose rotte per il Nordafrica, la torpediniera entrò in servizio nell'estate del 1942 fu intensamente impiegata in servizi di scorta sulle rotte tra Italia, Libia e Tunisia.
Il 16 aprile 1943 la Tifone stava scortando, insieme alle torpediniere Climene, Cigno e Cassiopea, la motonave Belluno diretta in Tunisia, quando il convoglio fu attaccato, a sudovest di Marsala, dai cacciatorpediniere britannici Paladin e Pakenham: mentre Cigno e Cassiopea affrontavano le due navi nemiche (la Cigno affondò e la Cassiopea ebbe gravissimi danni, mentre entrambi i cacciatorpediniere britannici furono pesantemente danneggiati ed il Pakenham fu infine costretto ad autoaffondarsi per la gravità dei danni), Climene e Tifone si allontanarono scortando la Belluno indenne a destinazione.
Il 3 maggio 1943 la Tifone lasciò Trapani per scortare a Tunisi la motonave Belluno: si trattò dell'ultimo convoglio dell'Asse che riuscì a raggiungere la Tunisia ormai prossima alla caduta, arrivando infatti a Tunisi il 4 maggio. Il 6 maggio, tuttavia, la Tifone fu assalita da aerei angloamericani nei pressi di La Goletta e, pesantemente danneggiata, fu portata all'incaglio per evitare che affondasse (analoga sorte toccò alla Belluno); l'indomani fu nuovamente colpita. Quello stesso giorno, essendo ormai prossima la caduta di Tunisi in mano alle truppe alleate, l'equipaggio della Tifone autoaffondò la nave per evitarne la cattura: la torpediniera si abbatté sul lato sinistro ed affondò nelle acque antistanti la cittadina di Korbus, lasciando emergere parte della fiancata di dritta, dell'armamento e delle sovrastrutture.
Comandanti
Tenente di vascello Luigi Bortone (nato a Caserta il 19 luglio 1911) (luglio - dicembre 1942)
Capitano di corvetta Stefano Baccarini (nato a Venezia il 9 settembre 1910) (dicembre 1942 - 7 maggio 1943)
Comandanti in seconda
Tenente di vascello di complemento Filiberto Sturlese (nato il 15 dicembre 1904) (luglio - dicembre 1942)
Sottotenenete di vascello di complemento Antonino Sanfilippo (nato il 9 ottobre 1898) (gennaio - aprile 1943)
Tenente di vascello Augusto Fiani (aprile - 7 maggio 1943)